# Roland JC-120

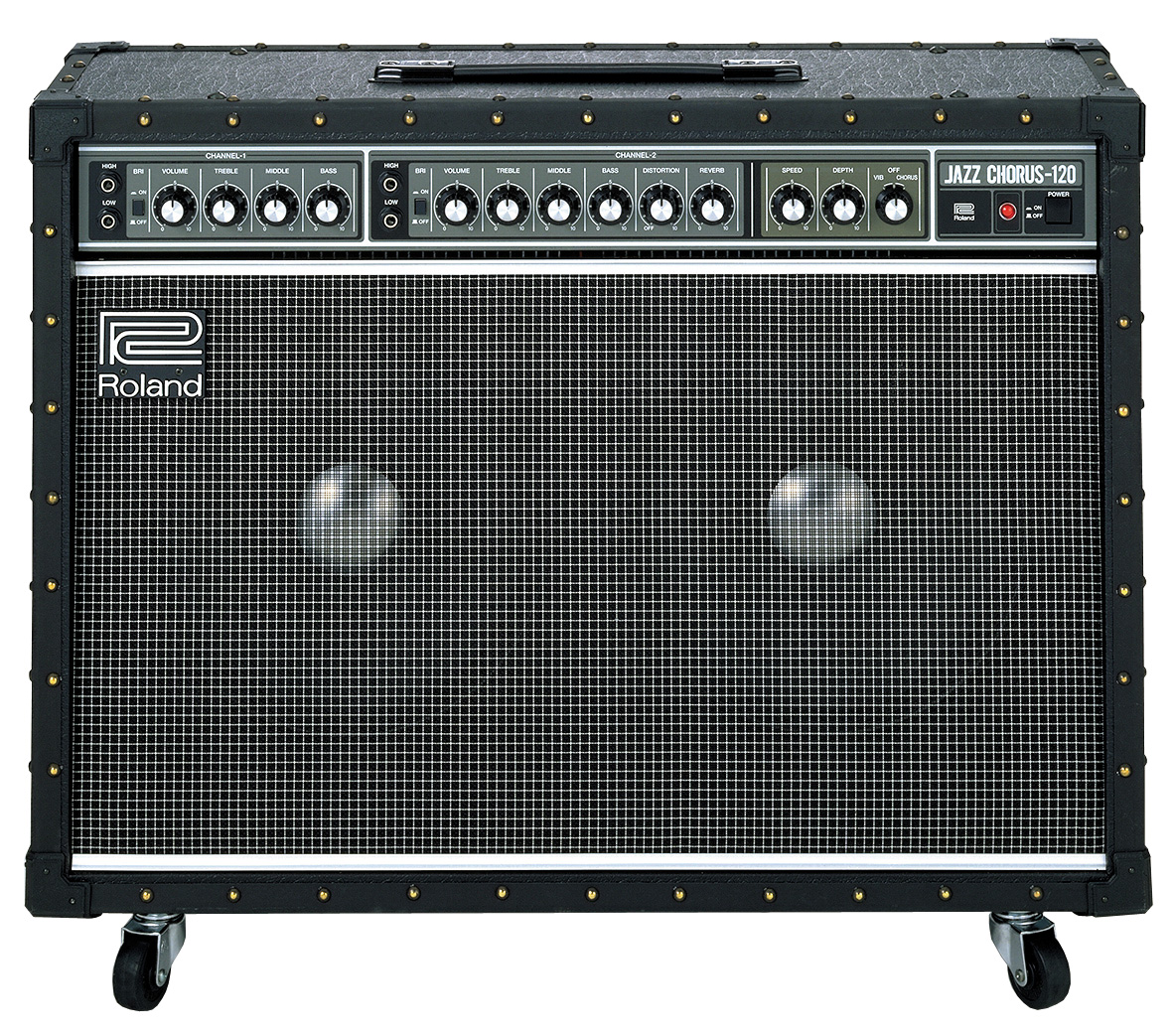
Roland JC-120 (Jazz Chorus).

Le Roland JC-120 Jazz Chorus est un amplificateur pour guitare électrique produit par le constructeur japonais Roland à partir de 1975. Son nom vient de son effet chorus analogique intégré, et des deux haut-parleurs de 60 watts chacun, développant une puissance totale de 120 watts.

## Description

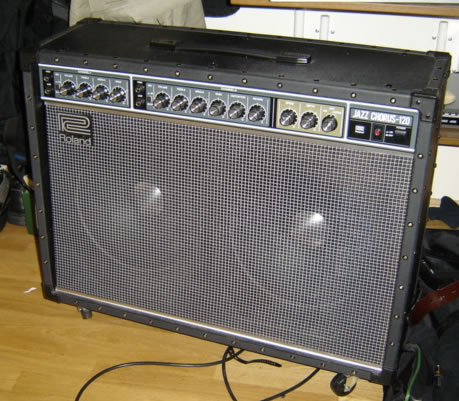
Roland Jazz Chorus vu de côté.

Le JC-120 dispose de 2 haut-parleurs de 12 pouces et de 60 watts. Il possède deux canaux : un canal de son clair, et un autre canal avec des effets. Parmi les effets figurent un vibrato, un chorus stéréo, une reverb, et une distorsion. Chaque canal possède deux entrées (low et high), une égalisation et un switch bright, pour apporter plus de brillance au son.

Il existe une variante rare appelée JC-160, avec 4 haut-parleurs de 10 pouces.

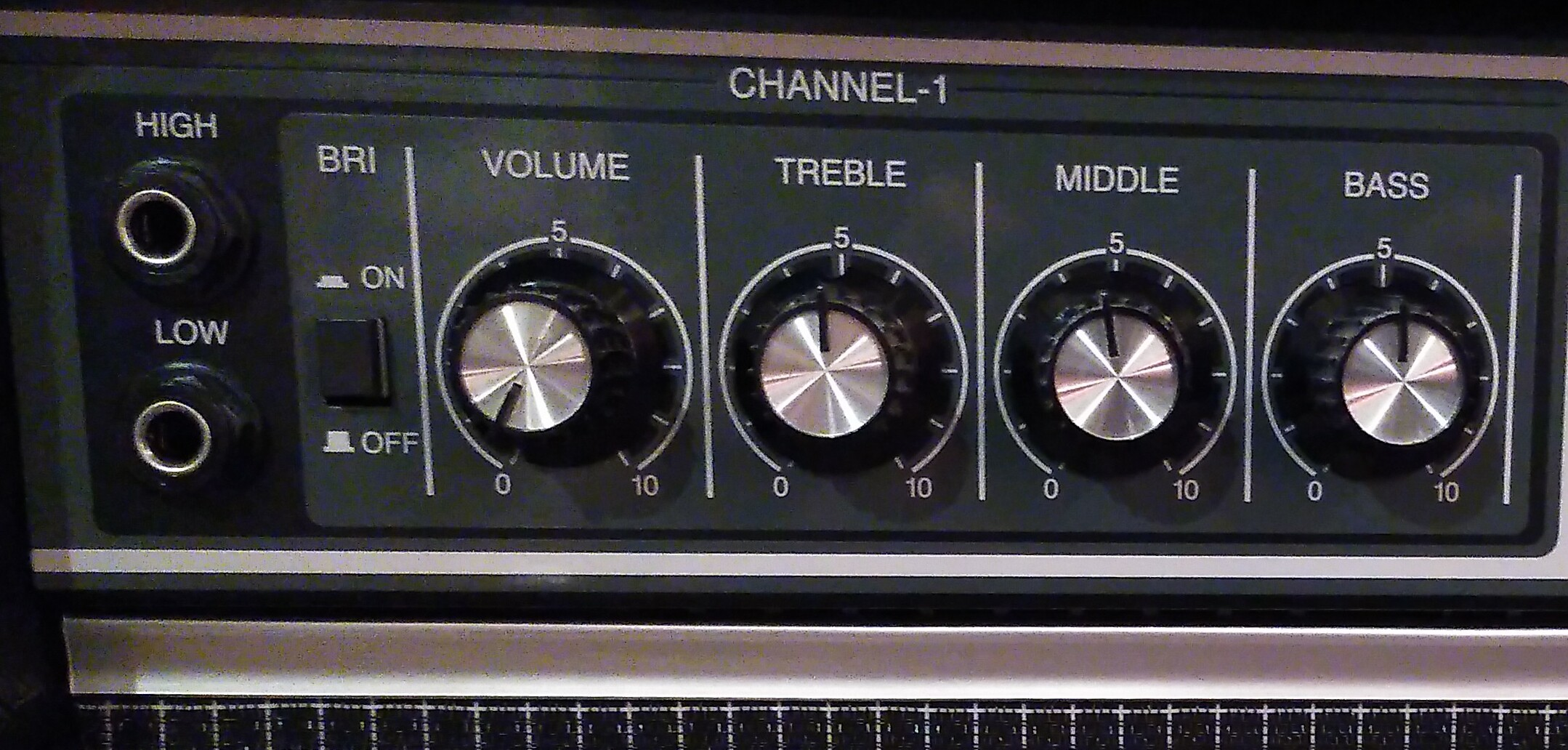
Canal 1 du Jazz Chorus, avec deux entrées (high et low), un switch de brillance (bright), un réglage de volume, et égalisation trois bandes (aigus, médiums, graves)
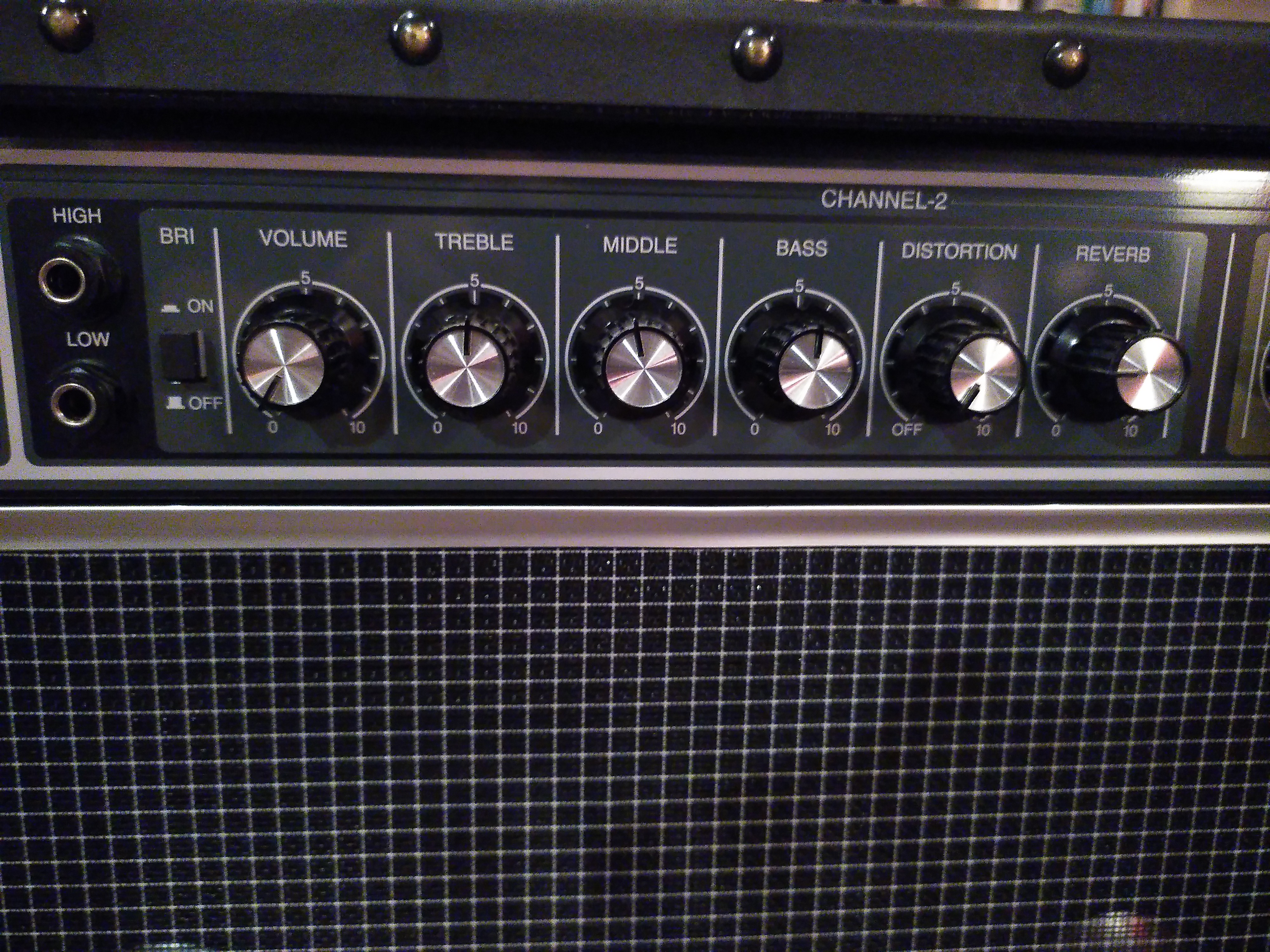
Canal 2 du Jazz Chorus, avec deux entrées (high et low), un switch de brillance (bright), un réglage de volume, une égalisation trois bandes (aigus, médiums, graves), la distorsion et la réverb.
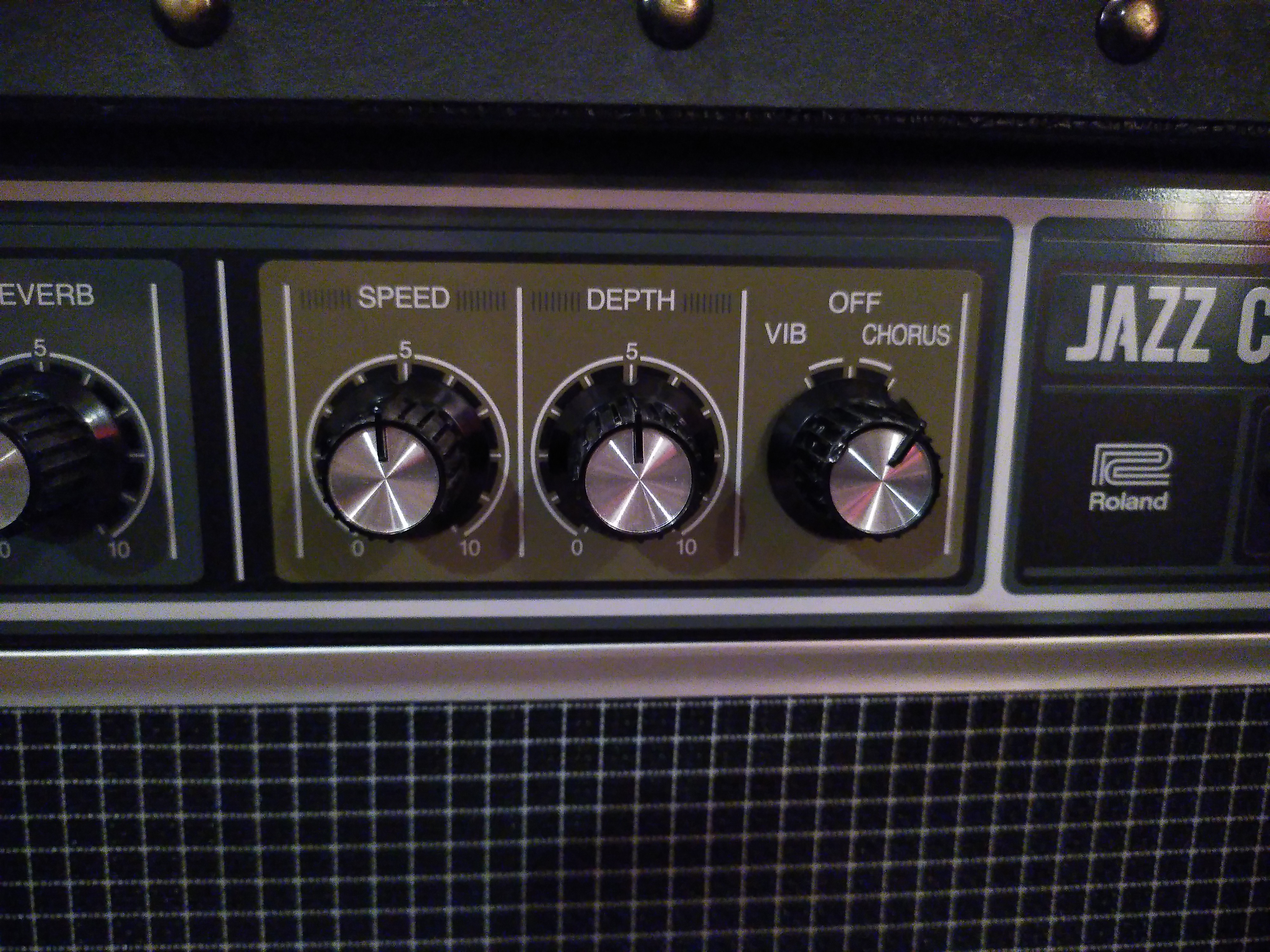
Réglages des effets de vibrato et de chorus (uniquement pour le canal 2), avec vitesse et profondeur réglables pour le vibrato.

## Historique

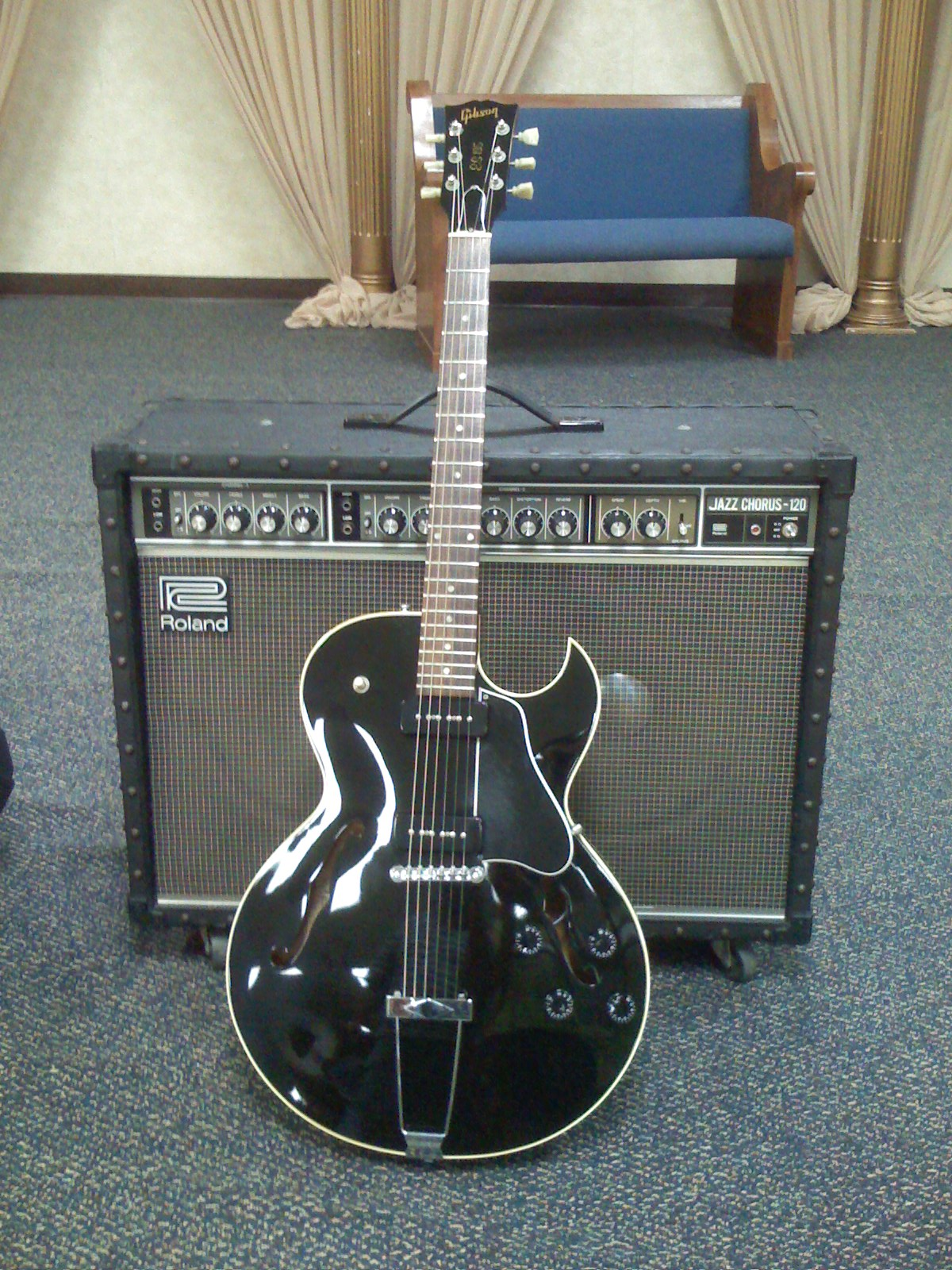
Le JC-120 utilisé avec une guitare Gibson

Le Roland Jazz Chorus est devenu très populaire à la fin des années 1970 et au début des années 1980 à cause du son clair et puissant, et son coût relativement raisonnable par rapport à ses concurrents Marshal et Fender. Il a été utilisé par des musiciens funk aux États-Unis. À l'origine destiné aux claviéristes, il est rapidement adopté par les guitaristes.
Parmi les musiciens qui l'ont utilisé figurent Albert King, Andy Summers (The Police), Robert Smith (The Cure), Siouxsie and the Banshees, et Pat Metheny. Roger Hodgson de Supertramp utilisait le JC-120 pour son piano électrique Wurlitzer pour certaines chansons de l'album Breakfast in America.[réf. nécessaire]
Face au succès du JC-120, Roland décide de sortir une pédale d'effet reprenant le même circuit de chorus : la Boss CE-1, qui sort en 1976.